# فرار با قاتل (فیلم)
فرار با قاتل (به انگلیسی: Getting Away with Murder) یک فیلم کمدی سیاه آمریکایی محصول سال ۱۹۹۶ به کارگردانی و نویسندگی هاروی میلر است.